# ژان گونو
ژان گونو (به انگلیسی: Jean Gounot) ژیمناست زادهٔ ۹ آوریل ۱۸۹۴ میلادی اهل کشور فرانسه است . او در سن ۸۳ سالگی در گذشته است .